# Condado de Davidson (Carolina do Norte)
O Condado de Davidson é um dos 100 condados do estado americano da Carolina do Norte. A sede do condado é Lexington, e sua maior cidade é Lexington. O condado possui uma área de 1 468 km² (dos quais 38 km² estão cobertos por água), uma população de 147 246 habitantes, e uma densidade populacional de 103 hab/km² (segundo o censo nacional de 2000). O condado foi fundado em 1822.